# Traquet rieur
Oenanthe leucura
Espèce
Statut de conservation UICN

 LC  : Préoccupation mineure

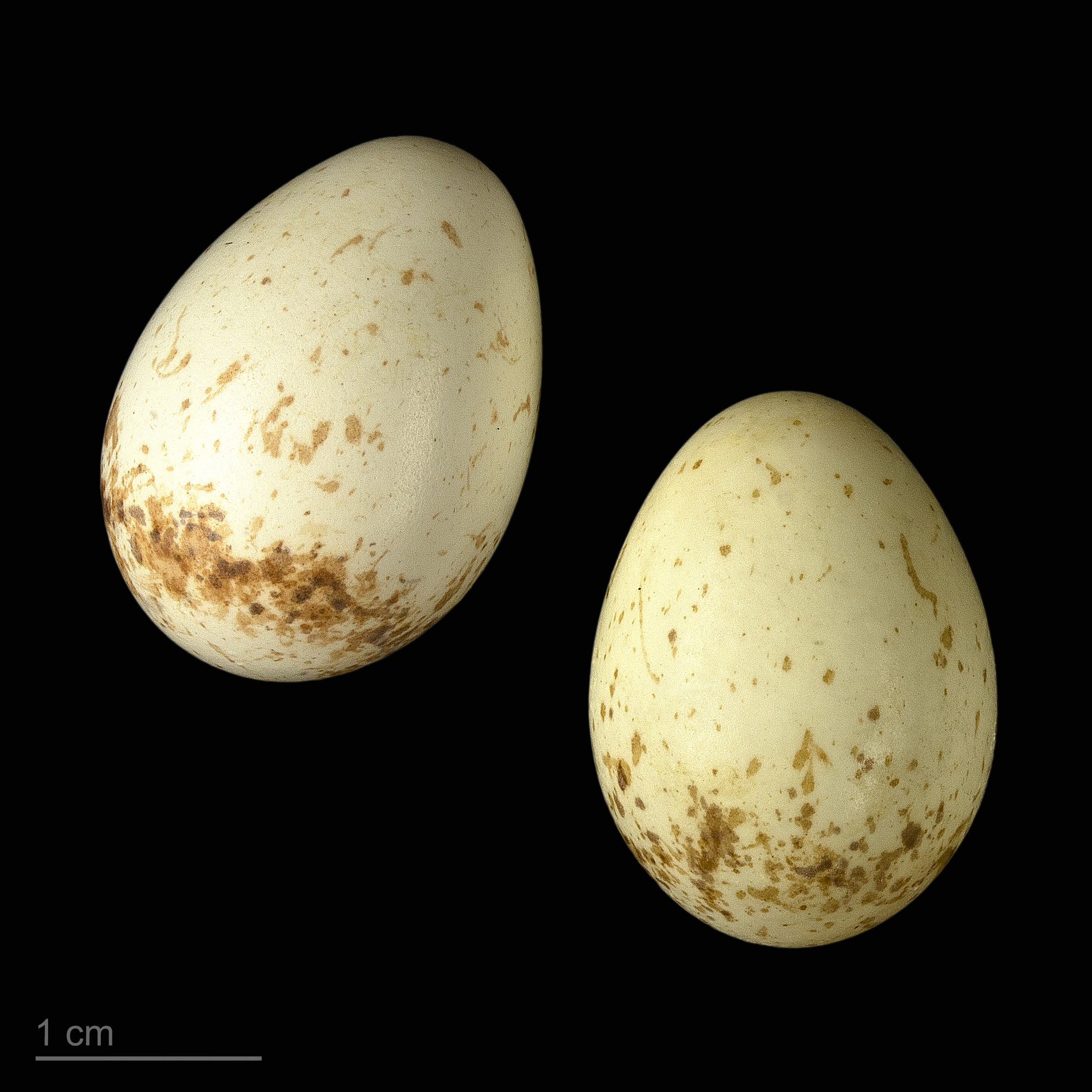
Oenanthe leucura syenitica - Muséum de Toulouse

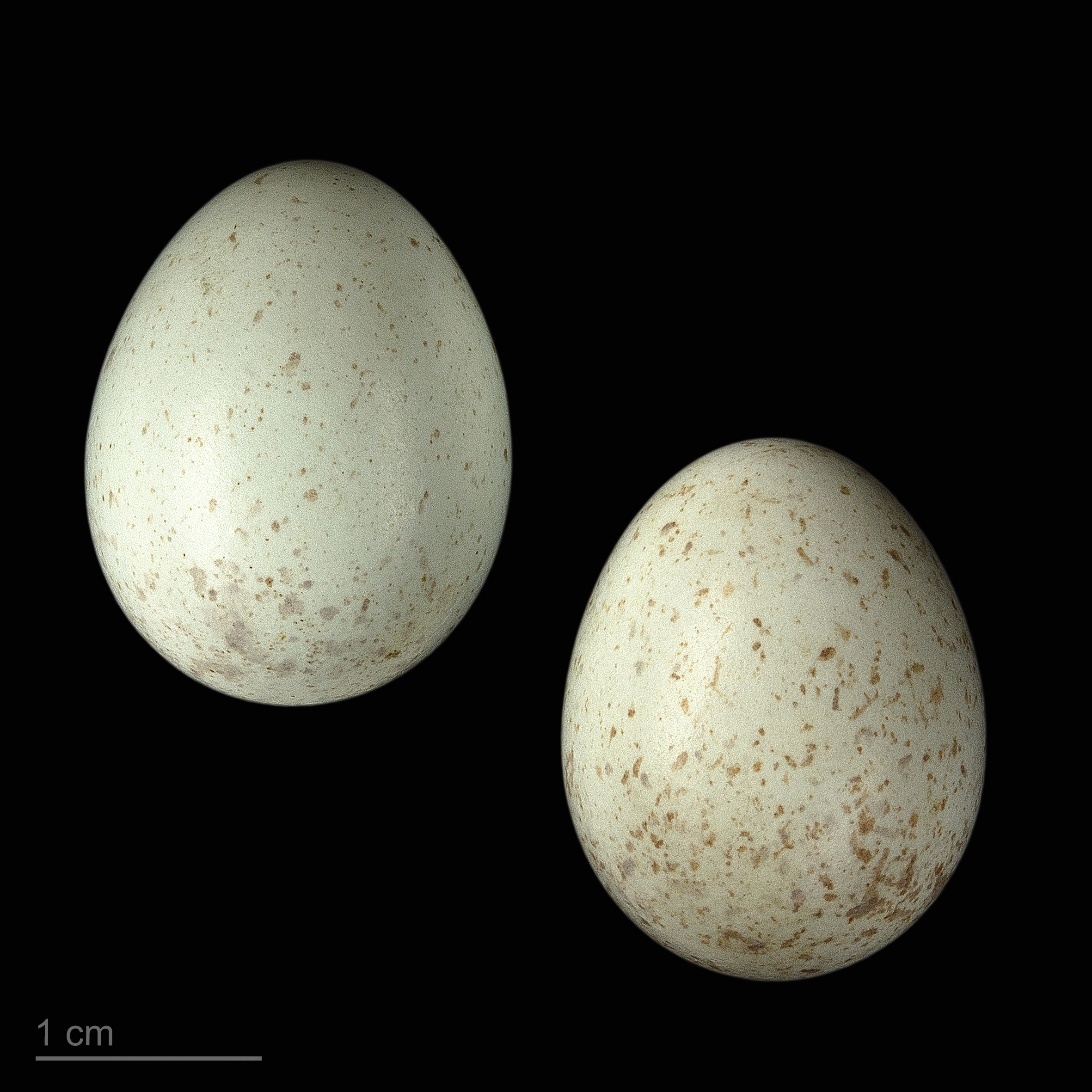
Oeufs de Oenanthe leucura leucura - Muséum de Toulouse

Le Traquet rieur (Oenanthe leucura) est une espèce de passereaux appartenant à la famille des Muscicapidae. Olivier Messiaen a consacré à cet oiseau une pièce, qui en porte le nom, de son Catalogue d'oiseaux.
Elle est officiellement classée comme « disparue de France » par l'UICN. Le dernier couple nichait en 1996 dans le massif des Albères, dans les Pyrénées orientales.

## Habitat

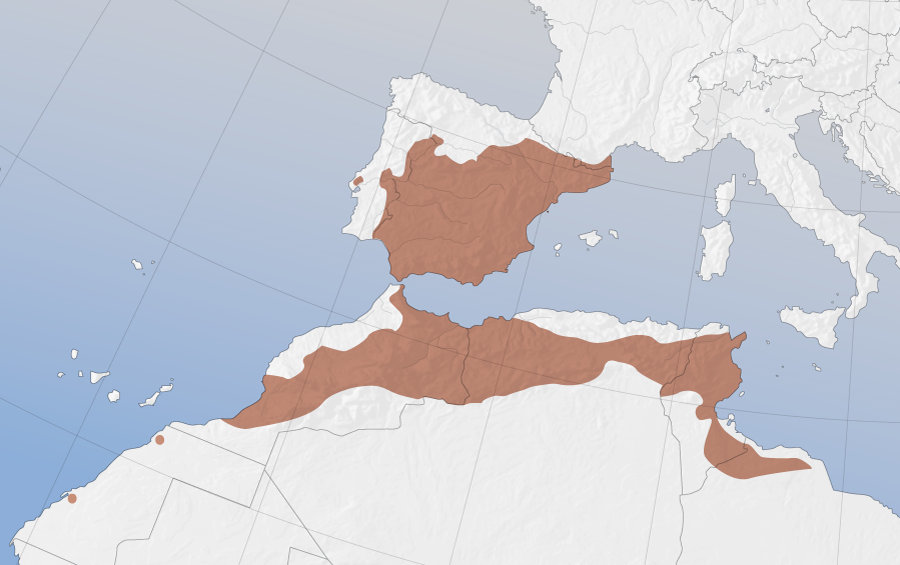
Carte de distribution : elle ne prend pas en compte la disparition de l'oiseau dans le Roussillon

En Provence et dans le Roussillon, le traquet rieur fréquentait les pentes arides, bien ensoleillées, les gorges des cours d'eau et les falaises maritimes.

## Alimentation
Le traquet rieur se nourrit principalement d'insectes, de larves, de petits lézards et baies.

## Reproduction
Il niche souvent dans un tas de pierres, un trou dans une muraille, sous une grosse pierre, au fond d'une cavité: le nid est un amas de racines, herbes, mousse et feuilles.
La ponte a lieu en mai et comporte 4 - 6 œufs, bleu très pâle, couvés 2 semaines par la femelle.